# Gianna Luzio
Gianna Luzio (* 1980 in Chur) ist Generalsekretärin der Schweizer Partei Die Mitte. Sie arbeitete mehrere Jahre in Bundesbern, wo sie unter anderem wirtschafts- und gesundheitspolitische Projekte und Dossiers verantwortete.

## Ausbildung und Karriere
Gianna Luzio wuchs im bündnerischen Savognin auf und studierte Geografie und Volkswirtschaft an der Universität Bern (M.Sc. 2005). Noch im Abschlussjahr hat sie als Produktionsleiterin das Origen Festival Cultura in Graubünden mitbegründet – einer der grössten Kulturanlässe im Bündnerland – und verantwortete während zwei Jahren das Produktionsbüro. 2008 begann ihre berufliche Laufbahn in der Bundesverwaltung, wo sie als wissenschaftliche Mitarbeiterin der  eidgenössischen Finanzdelegation bis 2012 tätig war.
2012 wechselte sie zum Staatssekretariat für Wirtschaft (SECO) und übernahm dort zentrale Aufgaben: Sie war u. a. verantwortlich für die inhaltliche Konzeption der Regionalpolitik 2016–2023 in Zusammenarbeit mit der Volkswirtschaftsdirektorenkonferenz sowie den Aufbau und die Leitung eines Monitoringsystems für regionalwirtschaftliche Projekte in der Schweiz in Kooperation mit der Universität St. Gallen.
Von 2013 bis 2018 war Luzio als Fachreferentin für Finanz-, Wirtschafts- und Gesundheitspolitik im Eidgenössischen Departement des Innern tätig. Hier beriet sie Bundesrat Alain Berset und war zuständig für politische Analysen, Verhandlungen zwischen verschiedenen Departementen und die Steuerung gesundheitspolitischer Prozesse.
Im Jahr 2018 übernahm Luzio die Position der Generalsekretärin der Mitte-Partei (damals Christlichdemokratische Volkspartei kurz CVP). In dieser Funktion leitete sie 2020 die Fusion von CVP und BDP (Bürgerlich-Demokratische Partei) und trieb die Professionalisierung und Zentralisierung der neuen Mitte-Partei entscheidend voran. Während ihrer Amtszeit wurden drei Volksinitiativen erfolgreich eingereicht. Zwei Tage nach Gerhard Pfisters Rücktrittsankündigung als Parteipräsident gab sie am 8. Januar 2025 ebenfalls ihren Rücktritt per Juni 2025 bekannt.

## Werte und politische Vision
Gianna Luzio setzt sich für gesellschaftlichen Zusammenhalt und die Stärkung der direkten Demokratie ein. Sie betont die Wichtigkeit von Konsens und Kompromiss, um die zunehmende Polarisierung zu überwinden. Nach ihrer Ansicht ist die direkte Demokratie ein wesentliches Element der Schweiz, das es den Bürgerinnen und Bürgern ermöglicht, aktiv an politischen Entscheidungen mitzuwirken – sei es durch Initiativen, Wahlen oder Engagements in lokalen Institutionen wie bspw. der Schulkommission oder im Quartierverein.
Darüber hinaus engagiert sie sich für die Gleichstellung der Geschlechter und für Reformen, die eine moderne Arbeitskultur fördern. Ihre mehrsprachigen Fähigkeiten (spricht alle vier Landessprachen) und ihre kulturelle Anpassungsfähigkeit machen sie zu einer glaubwürdigen und effektiven Vermittlerin in der vielsprachigen Schweiz.

## Ehrenämter und Engagement
Neben ihrer Arbeit als Generalsekretärin der Mitte Schweiz engagiert sich Luzio in verschiedenen ehrenamtlichen Funktionen: Sie ist Präsidentin des Stiftungsrates des Alpinen Museums der Schweiz und Co-Präsidentin der Lia Rumantscha, dem Dachverband der romanischen Sprachvereine. Von 2005 bis 2016 war sie zudem Vizepräsidentin des Naturparks Ela in Graubünden. Ihre ehrenamtlichen Tätigkeiten spiegeln ihre tief verwurzelte Verbundenheit mit ihrer Heimat Graubünden und ihrem Engagement für die romanische Kultur sowie das Berggebiet wider.

## Kontroversen
Im Februar 2023 wurde Gianna Luzio von ehemaligen Mitarbeitenden des Generalsekretariats der Mitte-Partei wegen ihres Führungsstils kritisiert. In einem Artikel des Boulevardmediums Blick wurden Vorwürfe des Mobbings und einer belastenden Arbeitsumgebung erhoben. Der Artikel stützte sich auf mehrere anonyme Aussagen und wurde von weiteren Medientiteln online aufgegriffen (bspw. ZEIT ONLINE). Luzio hat diese Vorwürfe entschieden zurückgewiesen und betont, dass ihre Reformen und die Professionalisierung des Generalsekretariats teils auf Widerstand gestossen seien. Sie erklärte, dass Veränderungen in Organisationen immer auch Herausforderungen mit sich brächten, und sprach sich für einen offenen Dialog aus, um bestehende Spannungen zu klären. Sie hielt fest: «In meiner Selbstbeurteilung bin ich als Vorgesetzte fordernd, klar und fair. Zu meiner Rolle gehört es, Vorgaben zu machen. Das bedeutet zuweilen, auch schwierige Entscheidungen zu fällen.»